# Scorțoneră
Scorțonera (Scorzonera hispanica) este o plantă originară din Europa, care face parte din familia Asteraceae. Cultivată în special pentru rădăcinile sale comestibile și consumată ca legumă, ea este de obicei numită barba caprei. Aceasta nu trebuie confundată, însă, cu Tragopogon porrifolius, care este cultivată tot mai rar în grădinile de legume.

## Denominațiuni
Denumire științifică: Scorzonera hispanica L.
Nume populare ocazionale sau regionale: salată de iarnă, salsifi de Spania, salsifi de vară.
Nume comercial: în piețe, rădăcina este pur și simplu numită salsifi.

## Descriere
Planta perenă, cu o rădăcină cărnoasă de culoare neagră. 

Florile sunt grupate în capitule galbene, solitare, la capetele tulpinilor. 

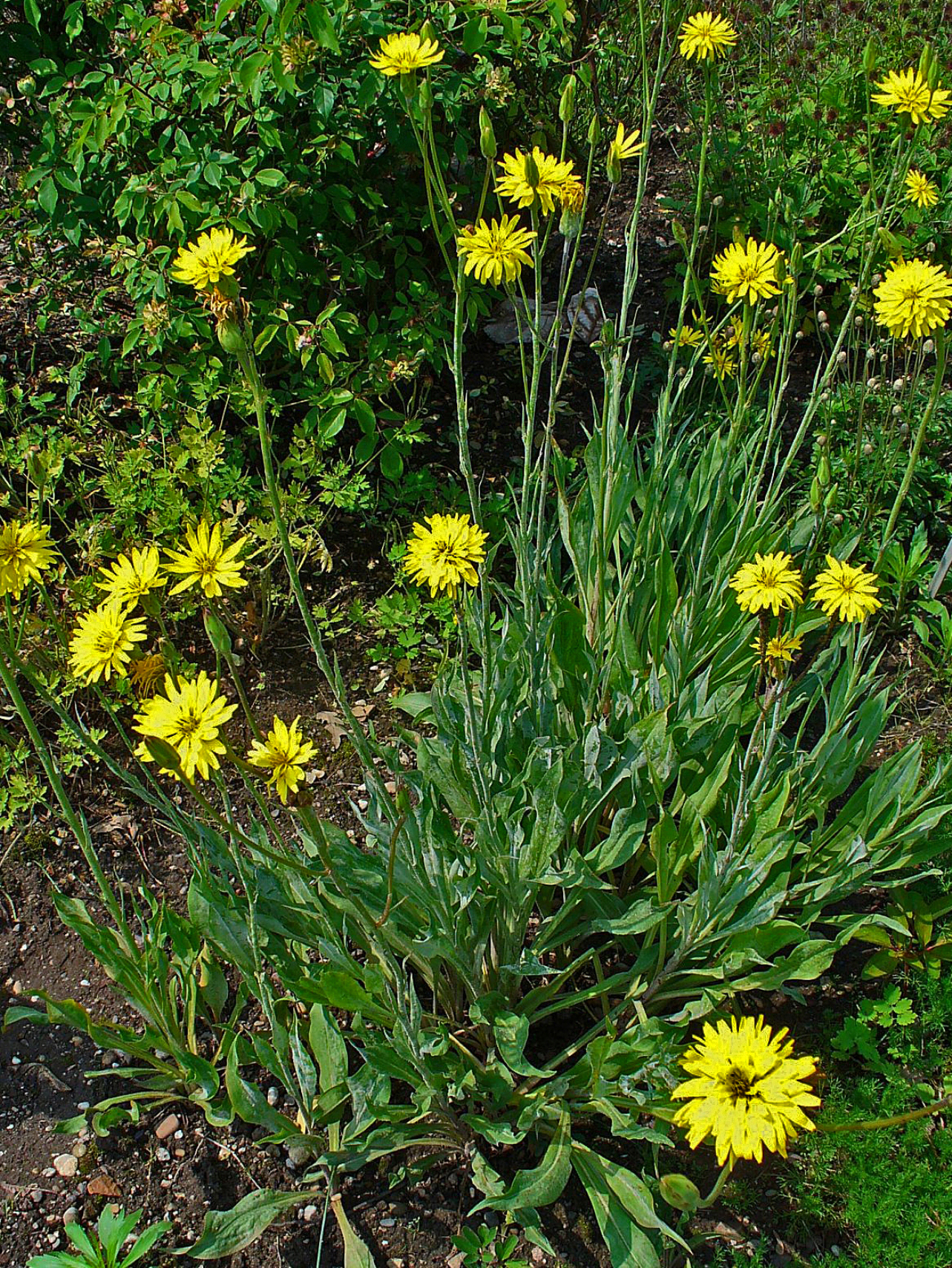
Scorțonere
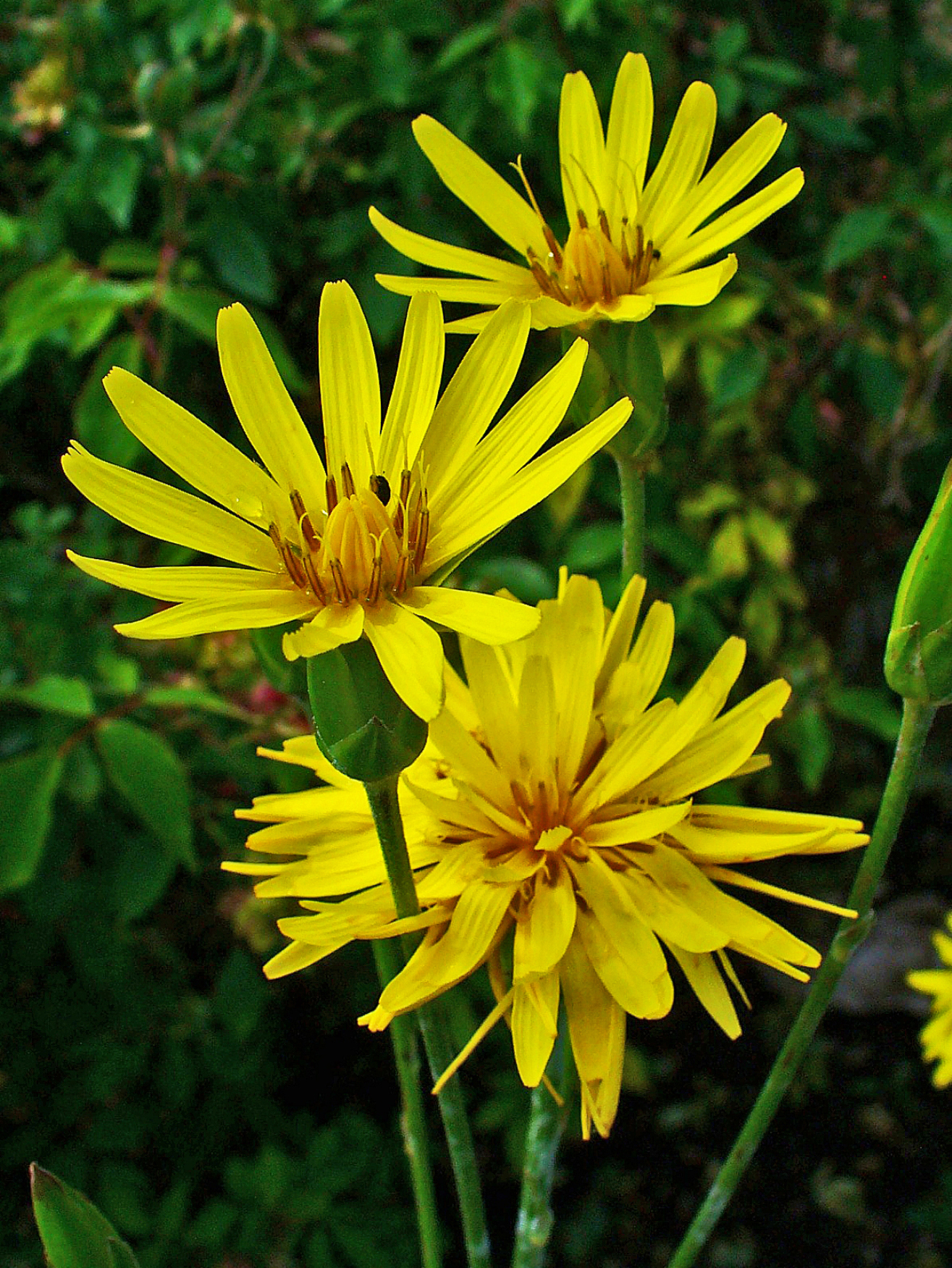
Capitule
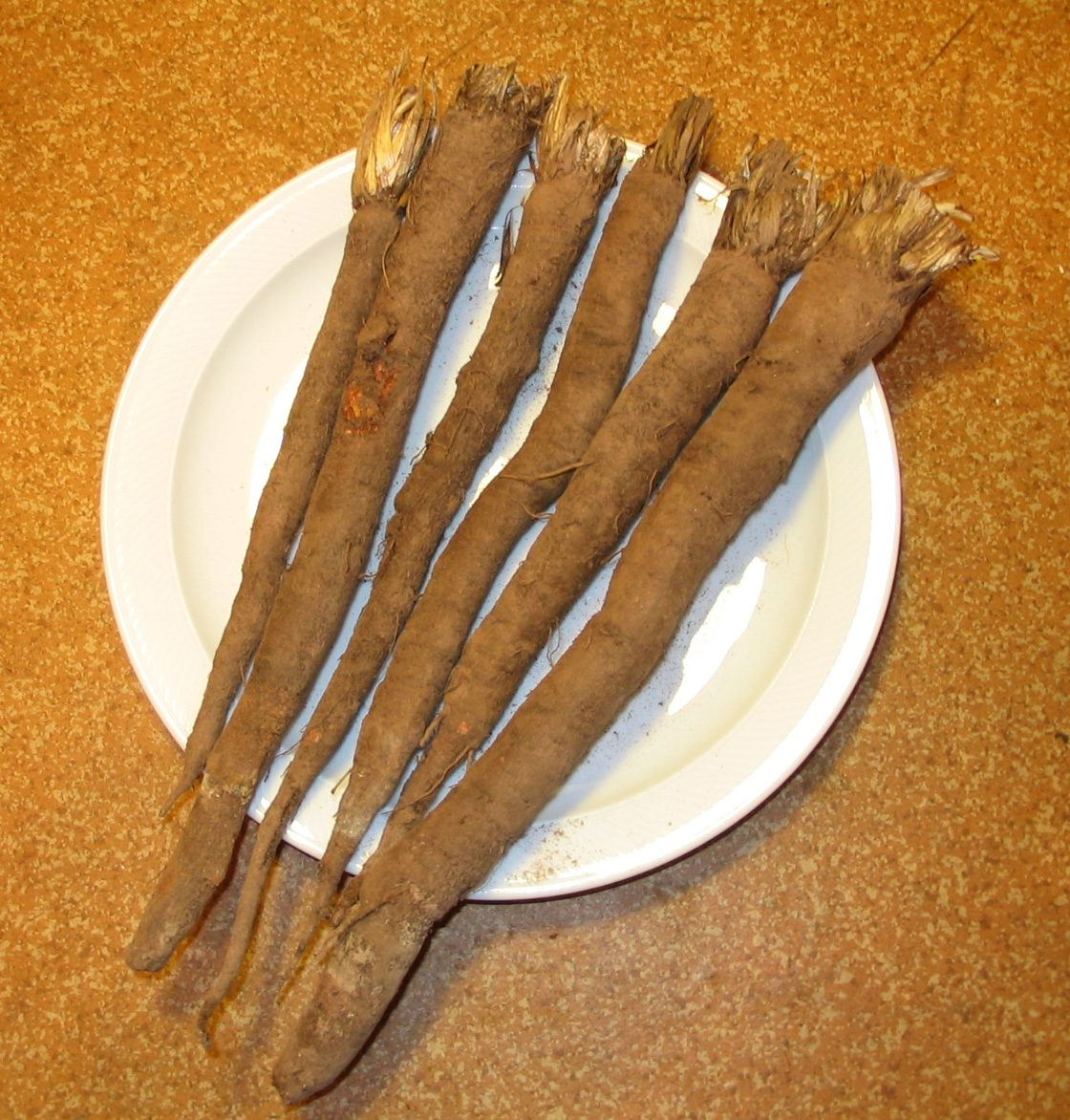
Rădăcini

## Utilizare
Scorțonera era utilizată în trecut pentru pregătirea unei băuturi răcoritoare care era vândut pe stradă.

## Consum

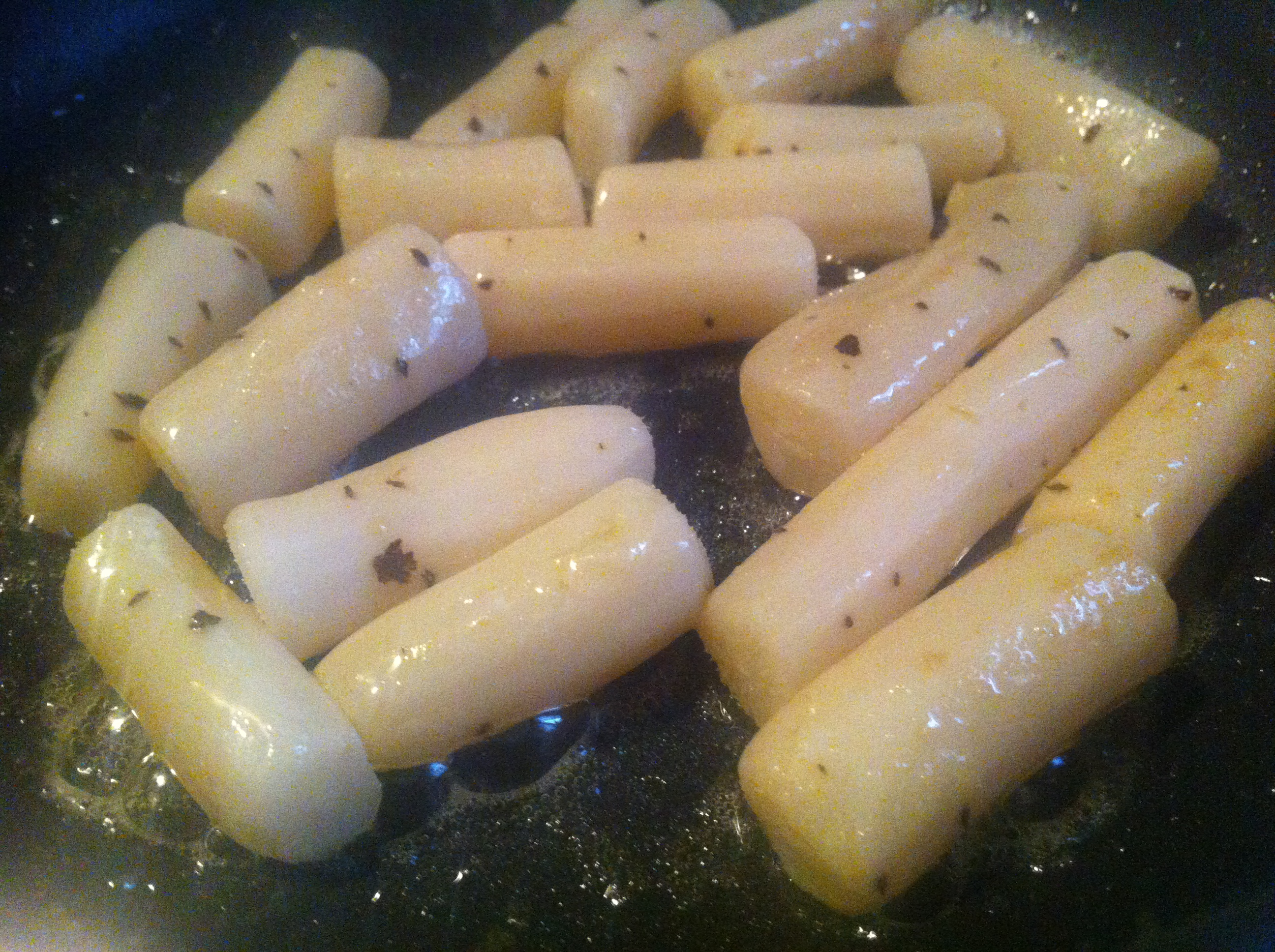
Rădăcini fierte de scorțoneră

Rădăcina de scorțoneră este foarte nutritivă: ea conține, printre altele, proteine, grăsimi, minerale (calciu, potasiu, fosfor, fier, sodiu) și vitaminele A, B1, C și E.
În plus, ea este folosită ca hrană pentru diabetici , deoarece nu conține amidon, ci inulină.

## Listă de subspecii
Potrivit Catalogue of Life:
- subspecia Scorzonera hispanica subsp. asphodeloides
- subspecia Scorzonera hispanica subsp. coronopifolia
- subspecia Scorzonera hispanica subsp. crispatula
- subspecia Scorzonera hispanica subsp. hispanica
- subspecia Scorzonera hispanica subsp. neapolitana
- subspecia Scorzonera hispanica subsp. trachysperma (Fiori) Maire & Weiller

Potrivit NCBI:
- subspecia Scorzonera hispanica subsp. crispatula

### Listă de soiuri
Potrivit Tropicos (Atenție este o listă simplă):
- varietatea Scorzonera hispanica var. glastifolia (Willd.) Wallr.
- varietatea Scorzonera hispanica var. latifolia Koch
- varietatea Scorzonera hispanica var. strictiformis Domin